# 이유택
이유택(1939년 2월 22일~)은 대한민국의 정치인이다. 제8·9대 송파구청장을 역임했다.

## 역대 선거 결과
|  | 38.72% |

|  | 62.3% |

|  | 58.22% |

|  | 30.16% |

| 전임 김성순 (권한대행)김건진 | 제8·9대 서울특별시 송파구청장 2000년 6월 9일~2006년 6월 30일 | 후임 김영순 |